# Jayde Julius
Jayde Andrew Julius (ur. 27 sierpnia 1993 w Kapsztadzie) – południowoafrykański kolarz szosowy.

## Osiągnięcia
Opracowano na podstawie:

2011
- 2. miejsce w Remouchamps-Ferrières-Remouchamps

2015
- 3. miejsce w mistrzostwach Południowej Afryki (start wspólny)

2018
- 2. miejsce w Tour de Limpopo
  - 1. miejsce na 3. etapie (jazda drużynowa na czas)
- 2. miejsce w 100 Cycle Challenge

2019
- 1. miejsce w 100 Cycle Challenge
- 1. miejsce w Trophée Princier
- 2. miejsce w Trophée de la Maison Royale
- 1. miejsce w igrzyskach afrykańskich (jazda drużynowa na czas)

2020
- 3. miejsce w mistrzostwach Południowej Afryki (start wspólny)

## Rankingi
| Rok             | 2015 | 2016  | 2017 | 2018 | 2019 | 2020 | 2021 | 2022 | 2023  |
| --------------- | ---- | ----- | ---- | ---- | ---- | ---- | ---- | ---- | ----- |
| World Ranking   |      | 1509. | -    | 890. | 375. | 534. | -    | -    | 3111. |
| UCI Africa Tour | 64.  | 105.  | -    | 29.  | 13.  | 15.  | -    | -    | -     |
|                 |      |       |      |      |      |      |      |      |       |
| Źródło: UCI     |      |       |      |      |      |      |      |      |       |